# Hortensia Lamar
Hortensia Lamar, född 1888, död 1967, var en kubansk feminist. Hon var ordförande i Club Femenino de Cuba och Federación Nacional de Asociaciones Femeninas och känd för sitt engagemang i kampanjen för rösträtt på Kuba.
En andra Congreso Nacional de Mujeres de Cuba hölls 1925 efter ett löfte om kvinnlig rösträtt från president Gerardo Machado. När han återtog sitt löfte organiserade Club Femenino de Cubas Hortensia Lamar en oppositionsgrupp mot Machado, förenade sig med studenter och arbetare i demonstrationer, och mötte USA:s ambassadör Sumner Welles för att avsätta Machado. President Ramón Grau San Martín införde kvinnlig rösträtt 1934, även om denna inte skrevs in i konstitutionen förrän 1940.